# Перевалов, Юрий Николаевич

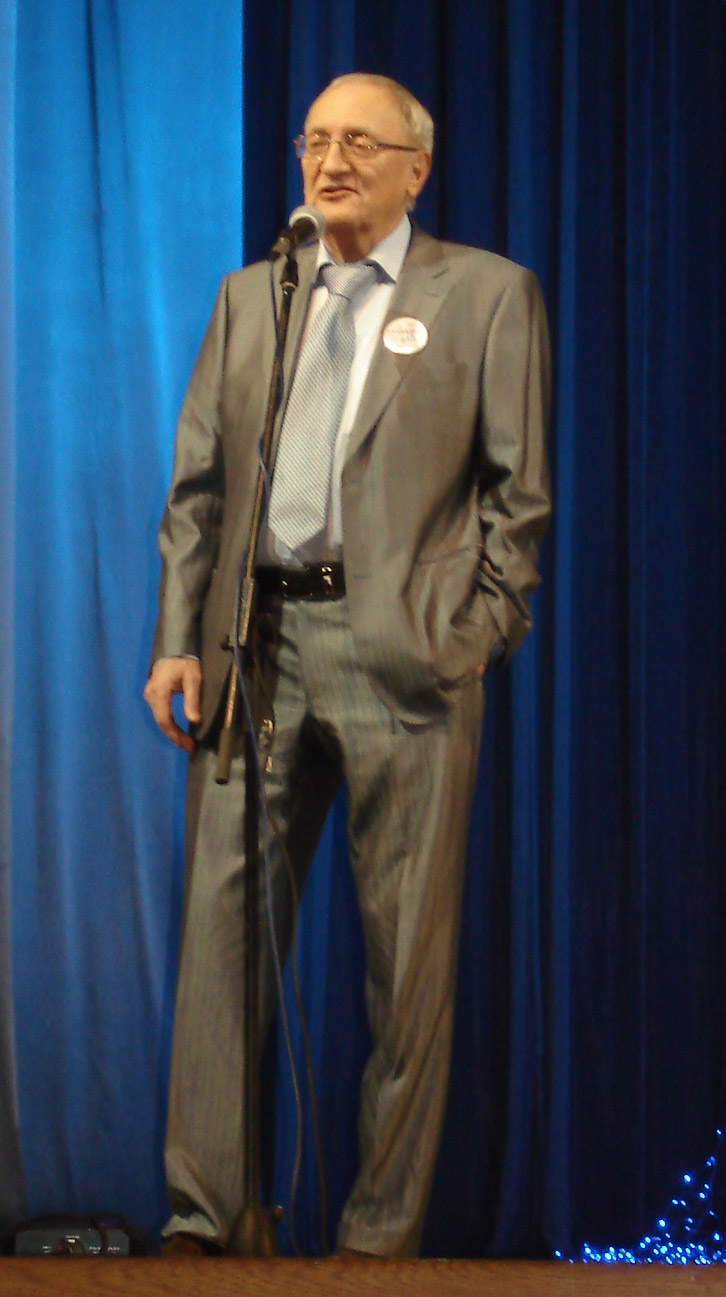
На 45-летии УОП-ДИС АВТОВАЗ, 2012 год

Ю́рий Никола́евич Перева́лов (род. 16 августа 1938, Истра, Московская область, СССР) — советский и российский промышленный деятель. Кандидат технических наук.

## Биография
Родился 16 августа 1938 года в городе Истра Московской области.
В 1961 году окончил с отличием Куйбышевский политехнический институт, факультет автоматики и телемеханики.
C 1964 года — начальник сектора в Государственном научно-производственном ракетно-космическом центре ЦСКБ «Прогресс», Самара.
В 1967—1986 годах — заместитель начальника управления, начальник Управления организации производства (УОП, ныне — ДИС) ОАО «АВТОВАЗ», первый руководитель Управления автоматизированных систем (УАС) Научно-Технического Центра «АВТОВАЗ».
C 1990 года — директор информационных технологий «АВТОВАЗБАНК», Тольятти.
C 1997 года — руководит компанией ООО «ИнфоЛада», Тольятти.
Пенсионер, работает, живёт в г. Тольятти. В декабре 2012 года выступал в ДКиТ ОАО «АВТОВАЗ» по случаю 45-летия УОП-ДИС.

## Награды и Звания
- Лауреат Государственной премии СССР в области техники за 1980 год «за создание и внедрение комплексной системы организации производства труда, управления и заработной платы на ВАЗ имени 50-летия СССР»[2].
- Награждён двумя орденами «Знак Почёта» (1971, 1973), медалями «За трудовую доблесть» (1986) и «Ветеран труда» (1987), а также серебряной (1977) и бронзовой (1981) медалями ВДНХ СССР.
- Почётный знак мэра города Тольятти «За заслуги перед городским округом Тольятти» (2008).[3]